# Söderblomspelet i Trönö
Söderblomspelet är en sommarteater i Trönö i Hälsingland, som startade 1986.
Pjäsen handlar om ärkebiskop Nathan Söderblom, som föddes i Trönö.. Under åren har flera skådespelare från de stora scenerna medverkat, bland andra Tomas Bolme, Lil Terselius, Hans Klinga, Stig Engström, Elin Klinga, Maria Weisby, Tomas Pontén, Pierre Wilkner, Kristina Törnqvist, Per Holmberg, Erik Ehn, SJ Hedman och Per Mattsson.
De flesta åren har Hans Klinga stått för regin. Grundmanus har skrivits av författaren Arne Ingemar Johansson. Inför sommaren 2009 bearbetades och omarbetades manuset av poeten Ylva Eggehorn och hennes dotter Elisabet Eggehorn. Ordförande i föreningen är Madelaine Thelin.
Teatern har sedan 2011 framförts i atriet i Trönö nya kyrka. Ursprungligen framfördes det i anslutning till  Söderblomsgården, Nathan Söderblom födelsehem.
Med anledning av Söderhamns 400-årsjubileum planerades att sätta upp Söderblomspelet 2020. Spelet sattes dock inte upp p.g.a.pandemin (Covid 19).
Styrelsen för Föreningen Söderblomspelet planerar nu för ett Söderblomspel, på den ursprungliga platsen vid Söderblomsgården, sommaren 2023